# OPS Oulu
Oulun Palloseura, kortweg OPS, is een Finse sportclub uit de stad Oulu en werd opgericht in 1925. De club kent en voetbal-, bowling- en bandyafdeling.
De bandyafdeling werd tussen 1953 en 1964 zeven keer kampioen van de Bandyliiga, de hoogste divisie in deze tak van sport in Finland.

## Voetbal

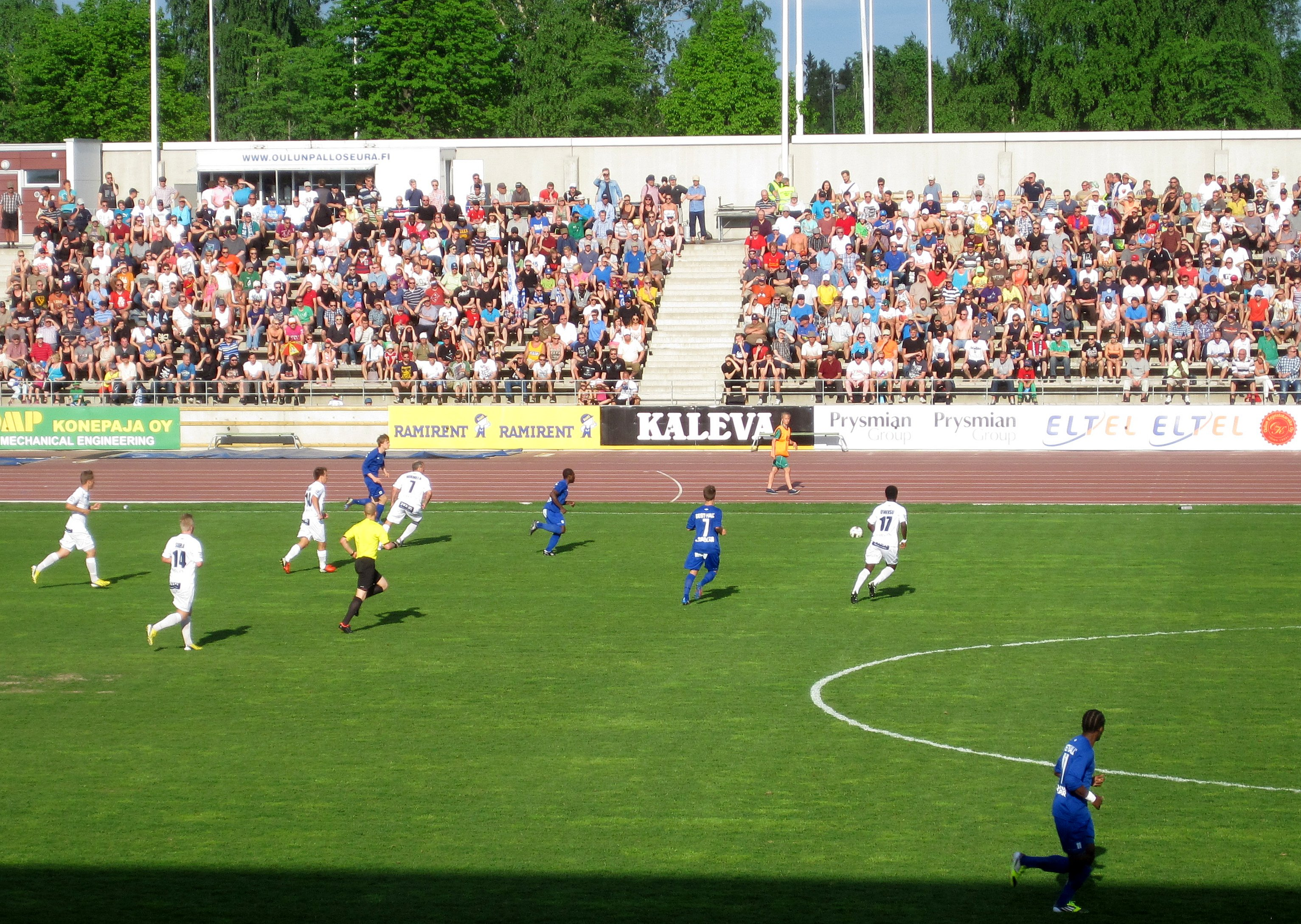
OPS (in het blauw) speelt thuis de derby tegen AC Oulu in het Raatin stadion in 2013

In 1975 promoveerde de club naar de hoogste klasse waar het in totaal acht seizoenen in uitkwam. In het eerste seizoen (1976) wist de club zich net te redden, het tweede seizoen (1977) ging beter en OPS eindigde op de vierde plaats, stadsgenoot OTP Oulu speelde dat seizoen ook in de Veikkausliiga maar eindigde een stuk lager. Na een vijfde plaats (1978) won OPS de titel in 1979 en 1980.
De Finse kampioen speelt na het behalen van de titel in oktober pas het volgende seizoen Europees voetbal en bij de twee deelnames aan de Europacup kwam OPS beide keren tegen Liverpool FC uit en speelde één keer gelijk en verloor drie wedstrijden met een totaalscore van 2-16.
In de competitie ging het ook minder met de club en in 1983 degradeerde de club. Na de degradatie in 1983 naar de Ykkönen volgde zelfs een tweede degradatie op rij, naar de Kakkonen. De club slaagde er pas in 1995 weer in om aansluiting te vinden in de tweede klasse maar werd meteen weer naar de derde klasse verwezen. In 2002 werden de krachten in Oulu gebundeld. De standaardteams van OPS Oulu, OLS Oulu en OTP Oulu werden samengevoegd tot één team onder de naam AC Oulu. De lagere elftallen bleven onder eigen naam in de Finse competities spelen.

## Erelijst
- Landskampioen

1979, 1980

## Kampioensteams
- 1979 — Jukka Rantanen, Aki Lahtinen, Ari Heikkinen , Leo Houtsonen, Soini Puotiniemi, Pekka Parviainen, Matti Ahonen, Eero Rissanen, Pentti Väisänen, Matti Eskelinen, Juhani Himanka, Seppo Pyykkö, Ari Jalasvaara, Keith Armstrong en Jouni Kekolahti. Trainer-coach: Jukka Tiitinen.

- 1980 — Pertti Pääkkö, Jukka Rantanen, Aki Lahtinen, Ari Heikkinen , Leo Houtsonen, Matti Ahonen, Soini Puotiniemi, Eero Rissanen, Pekka Kemppainen, Miika Juntunen, Juhani Himanka, Ari Jalasvaara, Jouni Matero, Keith Armstrong, Seppo Pyykkö en Hugh Smith. Trainer-coach: Taisto Horneman.

## In Europa
#R = #ronde, T/U = Thuis/Uit, W = Wedstrijd, PUC = punten UEFA coëfficiënten .
Uitslagen vanuit gezichtspunt OPS Oulu
| Seizoen                                                    | Competitie  | Ronde | Land              | Club         | Totaalscore | 1e W    | 2e W     | PUC |
| ---------------------------------------------------------- | ----------- | ----- | ----------------- | ------------ | ----------- | ------- | -------- | --- |
| 1980/81                                                    | Europacup I | 1R    | Vlag van Engeland | Liverpool FC | 2-11        | 1-1 (T) | 1-10 (U) | 1.0 |
| 1981/82                                                    | Europacup I | 1R    | Vlag van Engeland | Liverpool FC | 0-5         | 0-1 (T) | 0-4 (U)  | 0.0 |
| Totaal aantal behaalde punten voor UEFA coëfficiënten: 1.0 |             |       |                   |              |             |         |          |     |